# João Moniz Barreto de Aragão

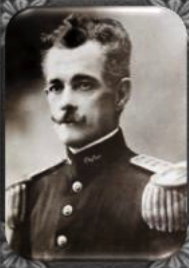
João Moniz Barreto de Aragão

João Moniz Barreto de Aragão (Santo Amaro, 17 de junho de 1871 – Rio de Janeiro, 16 de janeiro de 1922) foi um médico brasileiro.
Foi eleito membro da Academia Nacional de Medicina em 1906.
É patrono do Serviço de Veterinária do Exército Brasileiro.

## Homenagem
Seu nome foi dado a um extenso logradouro público em Jacarepaguá, bairro da Zona Oeste do município do Rio de Janeiro; via esta que liga as localidades da Freguesia a Gardênia Azul.